# Microsoft ScanDisk
Microsoft ScanDisk (w skrócie ScanDisk) – program narzędziowy firmy Microsoft, dostępny w systemach MS-DOS i Windows, umożliwiający sprawdzanie dysku twardego w poszukiwaniu błędów. 

## Opis programu
Program po raz pierwszy pojawił się w systemie MS-DOS 6.2, zastępując narzędzie CHKDSK. ScanDisk miał bardziej przyjazny interfejs, więcej opcji konfiguracyjnych, a także możliwość wykrycia i (gdy to możliwe) odzyskania danych z uszkodzonych sektorów dysku. Zastąpił oraz ulepszył ograniczony w działaniu program recover dołączany do systemów MS-DOS. W przeciwieństwie do CHKDSK, ScanDisk potrafił również naprawiać skrzyżowane pliki (ang. crosslinked files).
Począwszy od Windows 95, ScanDisk był dostępny również w trybie graficznym. Równolegle istniała wersja tekstowa do użycia w trybie jednozadaniowym (DOS).
ScanDisk nie może skanować partycji z systemem plików NTFS i dlatego nie jest on dostępny na komputerach z zainstalowanym systemem z rodziny Windows NT (w tym m.in. Windows 2000, Windows XP); do tego celu służy nowsza wersja CHKDSK.
W systemach uniksopodobnych istnieją podobne narzędzia jak fsck_msdosfs i dosfsck.

## Interfejs
Poniżej przedstawiono wygląd programu ScanDisk w trakcie skanowania dysku twardego w trybie tekstowym (TUI) (wersja z systemów Win9x):

| Microsoft ScanDisk ______________________________________________________________________________ Program ScanDisk sprawdza teraz następujące obszary dysku C: ♦ Deskryptor nośnika ♦ Tablice alokacji plików ♦ Struktura katalogów » System plików Wolne miejsce Skanowanie powierzchni ◄ Pauza ► < Informacje > < Zakończ > ______________________________________________________________________________ 19% wykonano ████████████░░░░░░░░░░░░░░░░░░░░░░░░░░░░░░░░░░░░░░░░░░░░░░░░░░░░ |